# Amica Chips
Amica Chips SpA est une entreprise agroalimentaire italienne spécialisée dans la production de chips, de gressins et de produits de grignotage et d'apéritif. L'entreprise produit et commercialise directement ses produits en Italie et à l'international.
Fondée en 1990, cette entreprise a son siège à Castiglione delle Stiviere (province de Mantoue).

## Histoire
Depuis sa fondation, au début des années 1990, l'entreprise s'est spécialisée dans le marché des marques de distributeur, mais a parallèlement commencé aussi la commercialisation de produits sous sa marque propre. 
En 1991, elle devient fournisseur du groupe Esselunga, pour ensuite s'étendre rapidement chez les autres chaînes de distribution nationales.
De 1994 à 2000, commence une grande opération d'acquisition de petites entreprises du secteur. Les établissements de production de ces sociétés sont intégrés dans celui de Castiglione delle Stiviere, qui atteint en 2010 une superficie productive de 40 000 m². 
S'ajoutent donc à la marque Amica Chips les marques Dorita, petite entreprise de Mantoue qui produisait des chips, acquise précisément en 1994, puis en 2000 Mia, qui était précédemment une entreprise du secteur alimentaire de l'Italie nord-orientale, et en 2006, Pandal, qui était une entreprise milanaise produisant des grignotines, du pain suédois et des flocons de maïs. 
En 2003, l'entreprise a enregistré un chiffre d'affaires de 37 millions d'euros. En 2010 ce chiffre d'affaires s'est élevé à 70 millions (+ 6 % par rapport à 2009). Actuellement, en 2010, l'entreprise exporte ses produits dans 22 pays au-delà des frontières nationales,,.

## Mécénat
En 2001, Amica Chips parrainait l'équipe de football (alors en Série A) Hellas Verona Football Club, et en 2004 le Bologna Football Club (également en série A cette année-là). L'entreprise a été sponsor de deux équipes masculines de cyclisme sur route, l'italienne Amica Chips-Tacconi Sport de 1998 à 2000, et la saint-marinaise Amica Chips-Knauf en 2009.

## Publicité
La marque Amica Chips a fait l'objet d'un message publicitaire diffusé sur les chaînes italiennes en 2006, qui avait comme protagoniste l'acteur Rocco Siffredi, lequel se vantait d'être un grand connaisseur en chips. Le film, à cause de ses doubles sens sexuelles, a été lourdement censuré par l'Istituto dell'Autodisciplina Pubblicitaria. Après la censure, il a été diffusé en version muette, jusqu'à la fin du contrat avec les chaînes de télévision. Dans sa version originale le message avait comme colonne sonore Daddy Cool des Boney M..
L'entreprise semble avoir très à cœur la stratégie des doubles sens, comme caractéristique distinctive de sa marque ; son slogan est en effet : « La patata tira ». Le premier parrain publicitaire de l'entreprise a été Stefano Tacconi, ex-gardien de but de la Juventus et du Genoa.

## Sources
- (it) Cet article est partiellement ou en totalité issu de l’article de Wikipédia en italien intitulé « Amica Chips » (voir la liste des auteurs).